# SVT 2
SVT2 (Eigenbezeichnung svt2) ist das zweite Fernsehprogramm der schwedischen öffentlich-rechtlichen Rundfunkanstalt Sveriges Television. Der Sendebeginn war am 5. Dezember 1969. 
Vom Sendestart bis 1996 war der Name des Senders TV 2. Das Programm besteht hauptsächlich aus Filmen, Serien und Sport. Es werden aber auch Dokumentarfilme und Wirtschaftssendungen ausgestrahlt. Die Hauptnachrichtensendung wird zwischen 21:00 und 21:30 unter dem Namen Aktuellt ausgestrahlt.